# Fürstenzug
Fürstenzug ('procesija princev') v Dresdnu, Nemčija, je velik stenski mural prikazane procesije vladarjev Saške. Prvotno je bila naslikana med letoma 1871 in 1876 za praznovanje 800. obletnice rodbine Wettin, vladajoče družine Saške. Da bi bilo delo odporno na vremenske vplive, je bilo med letoma 1904 in 1907 zamenjano s približno 23.000 porcelanastimi meissenskimi ploščicami. Z dolžino 102 metra je znana kot največja umetnina iz porcelana na svetu. Stenska slika prikazuje portrete prednikov 35 mejnih grofov, volilnih knezov, vojvod in kraljev iz rodbine Wettin med letoma 1127 in 1904.
Fürstenzug je na zunanjem obzidju Stallhofa (dvorišča hleva) Dresdenskega gradu.

## Zgodovina
Do leta 1589 je bila zunanja stena nedavno zgrajenega Stallhofa (dvorne konjušnice) dresdenskega gradu že okrašena s fresko.
Za prihajajočo 800. obletnico rodbine Wettin leta 1889 je bila naročena še ena štukaturna različica obsežne freske. Naslikal jo je umetnik Wilhelm Walther med letoma 1871 in 1876. Walther je z ogljem na kvadratnem papirju ustvaril mojstrsko risbo, dolgo sto metrov in visoko štiri metre. Ta je zdaj postavljena na platno in shranjena v štirih cinkanih zvitkih v Dresden State Art Collections. Ustvarjanje stenske poslikave s tehniko sgraffito, tehniko praskanja mavca, je trajalo od leta 1873 do 1876. Walther je začel sgraffito friz spomladi 1873 z levo ploščo. 8. julija 1873 sta bila odkrita leva plošča in upodobljen glasnik. Odsek do figure "Otto the Rich" je bil dokončan do konca leta 1873. 19. julija 1876 je bilo celotno umetniško delo dokončano in ga je bilo mogoče v celoti razkriti. Walther je skušal čim bolj natančno reproducirati poteze obraza in zgodovinske podrobnosti, k čemur so pripomogla dolgoletna študija v galeriji slik in na gradu ter izdelava škatel v merilu 1:1. Vendar črno-beli slikovni friz, ki je bil sprva slavljen, ni bil zelo odporen na vremenske vplive; Na prelomu stoletja je bila precej poškodovana. Julija 1901 je moral Walther opraviti obsežna popravila zaradi vremenskih vplivov.
Ker je slika hitro propadala, so jo med letoma 1904 in 1907 zamenjali s približno 23.000 meissenskimi porcelanastimi ploščicami.

### Freska na ploščicah
Med letoma 1904 in 1907 je bil poškodovani friz nadomeščen z brezšivnimi keramičnimi ploščicami iz Manufakture porcelana Meissen, pri čemer je bil prvič uporabljen nov postopek, ki ga je razvil tehnični vodja Manufakture porcelana Meissen Oberbergrat Heintze: ploščice so bile najprej stisnjene do suhega, pri 1380 °C žgane na močnem ognju in kasneje brušene na normalne mere. Nato prekrite s plastjo osnovne barve in ponovno žgane. Slikarji porcelana so nato podobo prenesli na ploščice z uporabo originalnih kartonov, ki se uporabljajo v tehniki praskanja mavca. Da bi bile ploščice obstojne, so bile ponovno žgane. Tovarna porcelana Meißen je potrebovala več peči za posamezne postopke žganja. Izvedbo je nadzoroval nekdanji vodja slikopleskarstva v manufakturi Hofrat Sturm. Imel je težko nalogo, da je sgraffito poslikava in njen prvotni celostni izraz čim bolj natančno prišla na ploščice. Ko se je Hofrat Sturm konec leta 1904 upokojil, je nadzor nad umetniško izvedbo knežje procesije prevzel namestnik slikarskega direktorja, umetnik Gruft. Barvanje ploščic v tovarni Meißen se je začelo novembra 1904, zadnja ploščica pa je bila poslikana marca 1906. Pri barvanju ploščic je sodelovalo deset slikarjev in številni pomočniki. To so bili na primer slikarski inšpektor Gruft, delovodja Koal, slikar figur Döring, Rose in Quosdorf ter slikar rož Richter.

### Pritrjevanje ploščic
Prve ploščice so 15. aprila 1907 namestili uslužbenci Kraljeve manufakture porcelana v Meißnu, o čemer priča tudi zapis na zgornjem desnem robu celotnega ekrana. Tovarna Meißen je vse ploščice na zadnji strani označila s sistemom črk in številk, da ni bilo zmede. To je pomenilo, da je bilo mogoče vsako ploščico pozneje vstaviti ali zamenjati na pravo mesto. Polaganje na gradbišču je potekalo pod neposrednim nadzorom mojstra Koala. Polaganje, vključno s čistilnimi deli v tovarni, je bilo končano 2. avgusta 1907. 12. avgusta 1907 so razstavili zadnji gradbeni oder in odstranili ostanke pokrivnih ponjav. To je pomenilo, da je bilo stensko poslikavo iz meissenskega porcelana mogoče prvič doživeti v celoti.
Med delom je umrl kralj Jurij, ki je kot takratni princ zaključil kraljevo procesijo. Njegov naslednik, zadnji saški kralj Friderik Avgust III., naj bi bila kasneje vključena v procesijo. Po navodilih takratnega finančnega ministra s soglasjem Friderika Avgusta III. so to opustili; podoba, ki je že postala zgodovinska, naj ostane nespremenjena.
Knežja procesija je preživela zračne napade na Dresden ob koncu druge svetovne vojne februarja 1945 večinoma nepoškodovana; porcelan je vzdržal vročino ognja. Od leta 1978 do 1979 je bila slika očiščena in restavrirana. Zamenjati je bilo treba 212 ploščic, ki so bile med vojno precej uničene. Hkrati je bilo dodanih 442 ploščic, ki so bile manj poškodovane.

## Opis
Stenska poslikava prikazuje 35 saških mejnih grofov, volivcev, vojvod in kraljev od Konrada, mejni grofa Meissenskega, ki je vladal v 12. stoletju, do Jurija Saškega, ki je bil kralj le dve leti v 20. stoletju. Manjkajo le Henrik I. von Eilenburg (ok. 1089) in zadnji saški kralj Friderik Avgust III., ki je vladal od leta 1904 do 1918. Prikazanih je tudi 59 znanstvenikov, rokodelcev, otrok in kmetov.
Le minimalna škoda na ploščicah je nastala zaradi bombardiranja Dresdna 13. februarja 1945.

## Prikazani plemiči
35 plemičev, mejnih grofov, volilnih knezov, vojvod in kraljev je prikazanih na konjih, medtem ko jih spremljajo pešci in drugi ljudje. Ime vsakega vladarja je vpisano pod njegovo podobo. Vsi upodobljeni nosijo sodobna oblačila.
- Konrad I. Meissenski (1127–1156)
- Oton II. Meissenski (1156–1190)
- Albert I. Meissenski (1190–1195)
- Dietrich I. Meissenski (1195–1221)
- Henrik III. Meissenski (1221–1288)
- Albert II. Meissenski (1288–1307)
- Friderik I. Meissenski (1307–1324)
- Friderik II. Meissenski (1324–1349)
- Friderik III. Meissenski (1349–1381)
- Friderik I. Saški (1381–1428)
- Friderik II. Saški (1428–1464)
- Ernest Saški (1464–1486)
- Albert III. Saški (1486–1500)
- Friderik III. Saški (1486–1525)
- Ivan Trdni (1525–1532)
- Ivan Friderik I. Saški (1532–1547)
- Jurij Bradati (1500–1539)
- Henrik IV. Saški (1539–1541)
- Mavricij Saški (1547–1553)
- Avgust Saški (1553–1586)
- Kristjan I. Saški (1586–1591)
- Kristijan II. Saški (1591–1611)
- Ivan Jurij I. Saški (1611–1656)
- Ivan Jurij II. Saški (1656–1680)
- Ivan Jurij III. Saški (1680–1691)
- Ivan Jurij IV. Saški (1691–1694)
- Avgust II. Močni (1694–1733)
- Avgust III. Poljski (1733–1763)
- Friderik Kristijan Saški (1763)
- Friderik Avgust I. Saški (1763–1827)
- Anton Saški (1827–1836)
- Friderik Avgust II. Saški (1836–1854)
- Ivan Saški (1854–1873)
- Albert Saški (1873–1902)
- Jurij Saški (1902–1904)

Geslo nekaterih regentov (razporejeno nad ljudmi)
- Verbum Domini manet in aeternum (VDMA) (Božja beseda traja večno) - geslo luteranske reformacije - Friderik Modri
- Laus Tibi Deo (Hvaljen bodi) – Ivan Trdni
- Spes Mea In Deo Est (Moje upanje je v Bogu) – Ivan Friderik Velikodušni
- Blagoslovljeno ime Gospodovo - Jurij Bradati
- Bog je moj pomočnik in rešitelj – Henrik IV. Pobožni
- Končno prevlada dobra stvar – Mavricij ali August
- Strah Gospodov je začetek modrosti – Kristjan II.
- Kristus mojega življenjskega cilja – Ivan Jurij I.
- Bog in domovina - Ivan Jurij II.
- Gospod je moj prapor - Iehova Vexillum Meum - Ivan Jurij III., glej tudi sklepnik na malem grajskem dvorišču
- Providentiae Memor (Spominjanje Previdnosti) – Friderik Avgust Pravični

## Mere
Fürstenzug je dolg 101,9 metra in visok 10,5 metra. Zaradi 18 oken v zgornjem delu površina ploščic obsega le 968 kvadratnih metrov. Vsaka ploščica meri 20,5 centimetra krat 20,5 centimetra. Pri vgradnji brez fug je na steno pritrjenih okoli 23.000 ploščic, čeprav so zaradi zaprtih oken uporabljeni tudi profili.
Pogosto navedena številka približno 25.000 ploščic na stenski poslikavi ustreza številu, ki je bilo skupno proizvedeno. Za potrebne predhodne preiskave so bile potrebne številne ploščice.